# Hexapterella
- Commons
- Wikispecies

Hexapterella é um género botânico pertencente à família Burmanniaceae.
1. ↑  «Hexapterella — World Flora Online». www.worldfloraonline.org. Consultado em 19 de agosto de 2020